# Megazostrodontidae
De Megazostrodontidae zijn een familie van uitgestorven Mammaliaformes uit de orde Morganucodonta. Erbinnen zijn tot nu toe vier geslachten geplaatst. De familie leefde tijdens het Boven-Trias en Jura en werd in 1986 opgericht door de Zuid-Afrikaanse paleontoloog Chris E. Gow.

## Beschrijving
Het endocranium van Megazostrodon is heel anders dan dat van Morganucodon, vertegenwoordiger van de zusterfamilie Morganucodontidae binnen de Morganucodonta. De vorm van het rotsbeen, de verschillen in de hoogte van de knobbels van de bovenmolaren, en de onderkaak van Megazostrodon met zijn processus angularis en pseudoangularis rechtvaardigden in 1986 volgens Chris Gow om de Megazostrodontidae te onderscheiden van de Morganucodontidae.
Megazostrodontidae waren meestal zo'n tien centimeter lang. Ze hadden in de bovenkaak vijf voortanden, een hoektand, vier premolaren en vier kiezen. De onderkaak verschilde daarvan door het bezit van vier voortanden. Bij sluiting van de muil stonden de ondertanden om en om met de boventanden. Ze hadden al een nieuw voorliggend kaakgewricht tussen dentarium en squamosum maar ook nog het oude gewricht tussen articulare en quadratum. Hun brein was vrij groot, met driemaal tot viermaal de relatieve omvang van die van basale Cynodonta. De gebieden voor de reuk en het gehoor waren goed ontwikkeld wat wijst op een nachtelijke levenswijze als insecteneters. Hun ruggengraat was soepel met een duidelijk onderscheid tussen borstwervels en lendenwervels.